# ヴェルサイユ・ノートルダム教会
ヴェルサイユ・ノートルダム教会(Notre-Dame de Versailles)は、フランス、ヴェルサイユ市のカトリック教会である。ルイ14世下の17世紀に、街の住民と宮廷の王族のために建てられた。
注：ヴェルサイユの大聖堂は旧市街にあるサンルイ大聖堂であり、このノートルダム教会は、教区教会である。

## 所在地
35 rue de la Paroisse, Versailles, France
ヴェルサイユ宮殿北側に広がるノートルダム街にあり、宮殿前のPlace d’Armes（アルム広場）からノートルダム教会正面を見渡せる向きに建つ。

## 歴史
1672−73年、ヴェルサイユに宮廷を移して街を整備する一環として、ルイ14世は、町内にあった唯一の小さな教会、サンジュリアン教会を解体することに決め、開発中の新市街（現在のノートルダム街）に、同聖人に捧げる、より大きな教会を建てた。
1682年、宮廷が、ヴェルサイユに移動し、市が政治の中心地となる。
1684年、住民が増え、新市街と宮殿のための大規模な教区教会が必要になり、王の第一建築家である、ジュール・アルドゥアン＝マンサールにより、ノートルダム教会の建築が始まる。場所は、73年から短い期間存在したサンジュリアン教会の跡地であった。
1686年、Notre-Dame en son Assomption（被昇天の聖母マリアに捧げる教会）として完成。身廊から右（東側）の側廊に折れる角に、1686と記されている（写真参照）。
宮廷の教区教会であるため、以来、ルイ14世、ルイ15世、ルイ16世治下の、王族の洗礼、結婚、葬儀がここで記録された。
1786年、建立100周年を機に、身廊から内陣にかけての彫刻による細かい装飾、例えばアーチ部分の真珠様の縁どり、柱の縦線のレリーフやフリーズに並ぶ円形の飾りなどが施された。

### 革命期の動向
1789年、5月４日、ルイ16世が財政難解決のため170年ぶりに召集した三部会の議員が、まず王族の教会であるここで王とその家族に合流、グレゴリオ聖歌の後、三部会開催を祝すミサに参列するため、王に従って、正面扉から旧市街のサンルイ教会に向かって行進した。教会正面のPlace Hoche（オッシュ広場）にある説明プレートは当時の光景をこう記す：「三部会の議員の行進を迎えるため、ここ、当時のドーフィーヌ広場には、ゴブラン織のタピスリーが敷き詰められた」。
1790年、神ではなく憲法に従うという、聖職者民事基本法を受け入れた、セーヌ＝エ＝オワーズ司教区の司教ジャン＝ジュリアン・アヴォワーヌ(fr)により、ノートルダム教会が司教座教会（大聖堂）に指定される。
1793年、アヴォワーヌ没。後継者がなく、1797年まで司教不在となる。
非キリスト教化運動の中で、教会は、神ではなく人間の理性を崇拝する「理性の神殿」にすべきということになり、あらゆる教会が荒らされ、ヴェルサイユ・ノートルダム教会でも、パイプオルガン(1687-88)、説教壇(1686)、現在後陣の裏にある絵画『聖母被昇天』（ミシェル・コルネイユⅡ世、1686）と三体の木彫以外は奪われたり破壊された。
1797年、セーヌ＝エ＝オワーズ司教区議長であったオーギュスタン＝ジャン＝シャルル・クレモン(fr)が、聖職者民事基本法に準じる二代目の司教になる。ノートルダム教会が、革命派による被害をより多く被っていたため、サンルイ教会を大聖堂に変更。

### 19世紀の改修
19世紀以降、革命中に荒らされた堂内が、寄贈も含めて改めて整えられていった。
1812年、正面扉の左右のニッチ（壁龕）に「信仰」と「希望」の二つのアレゴリー像が置かれる。
1858−1872年、後陣の奥に、ドーム屋根を持つ円形の聖心礼拝堂が増築された。
1876年、非キリスト教運動で破壊された主祭壇の代わりに、大理石と金箔を貼った青銅による祭壇が置かれた。
1854ー1887年、側廊脇のすべての礼拝堂にあるステンドグラスが、シャルトルの工房により制作された。
1883−1889年、ポリクロームの大理石が、クワイヤの床と、各柱の台に貼られた。

### 20世紀以降
1986年、建立300年が祝われる。
1930年、文化遺産保護制度により、大オルガンの外枠木製部分が、物品(objet)としてフランスの歴史的文化財に指定。
1999年、新しい祭壇が設置された。
2005年、教会建築全体がフランスの歴史的文化財に指定。

## 建築の構造
- ジュール・アルドゥアン＝マンサールによる、フランス古典様式[3]。
- 正面左右に鐘楼を持つ。
- 正面扉は「王の扉」とも呼ばれ、その上には、「信仰」と「慈悲」のアレゴリーの彫刻がある。
- 中央のティンパヌムには、王冠と、二人の天使が支える王家の紋章が彫刻されている。
- 身廊と側廊があるバジリカ式。バジリカは、一般に西を正面に東を後陣側に建てられるところ、この教会は正面が南向きであるが、正面から宮殿前へ道がのびており、王が訪れる道筋を意識した建て方である。
- 身廊の上にドーム天井があり、その位置から左右に聖母礼拝堂とキリスト礼拝堂がある短い翼廊が張り出している。
- 翼廊は、外壁に張り出す長さはなく、あくまで両礼拝堂のスペースのために設けられている。
- 礼拝堂は、側廊周囲に12箇所と、1872年に後陣の裏に完成した聖心礼拝堂の合計13箇所。

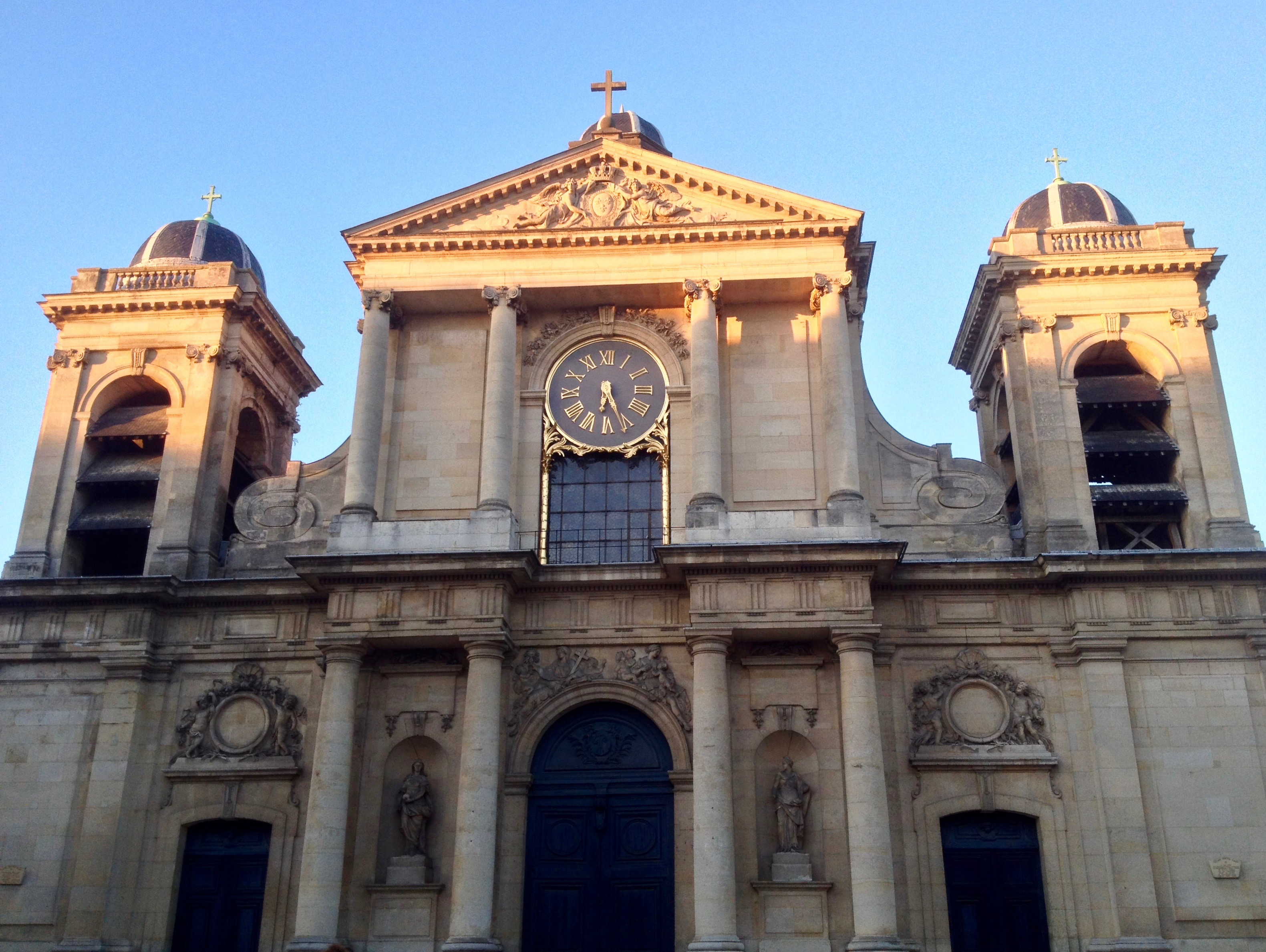
ヴェルサイユ・ノートルダム教会正面
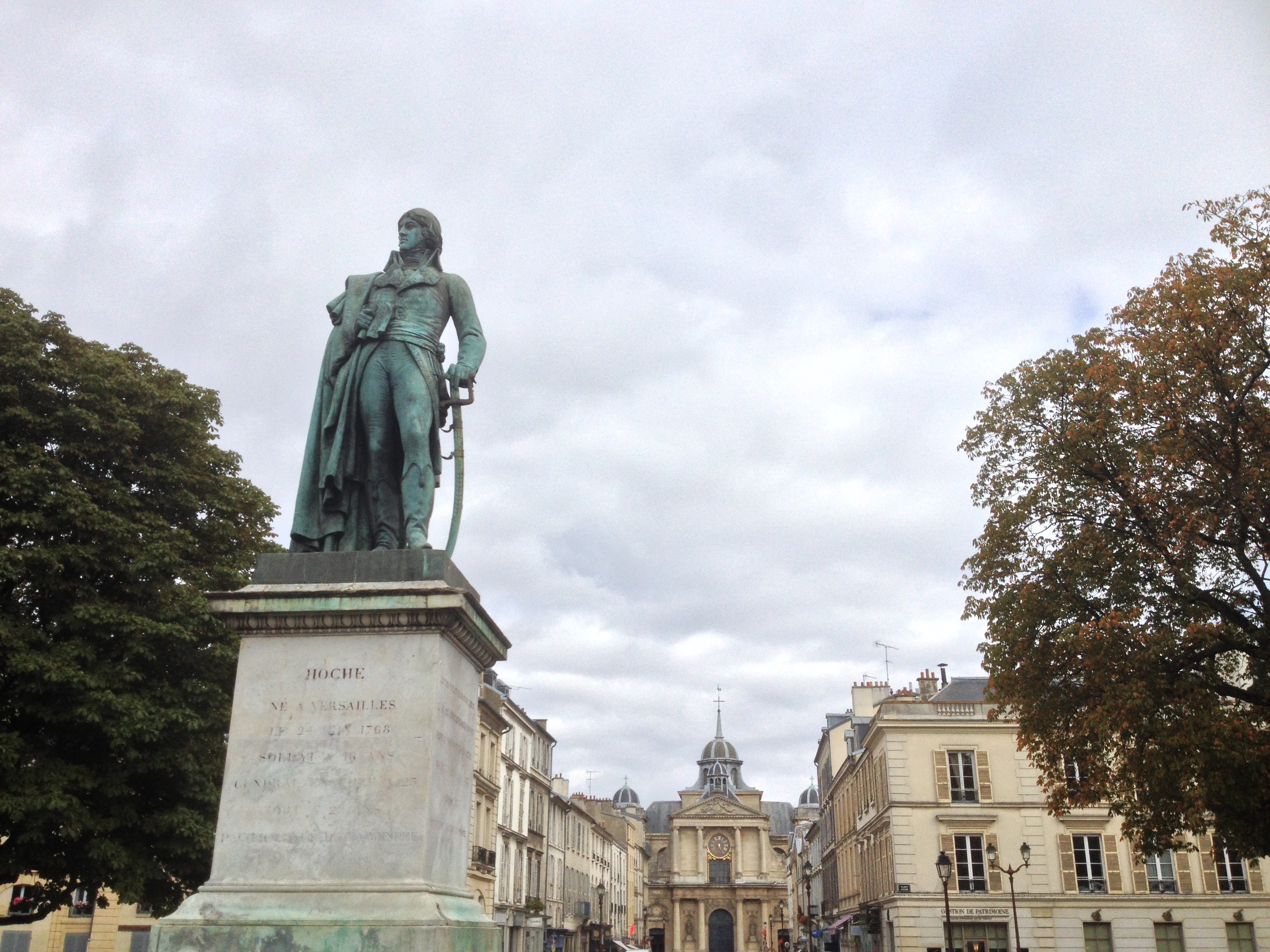
オッシュ広場からヴェルサイユ・ノートルダム教会を臨む
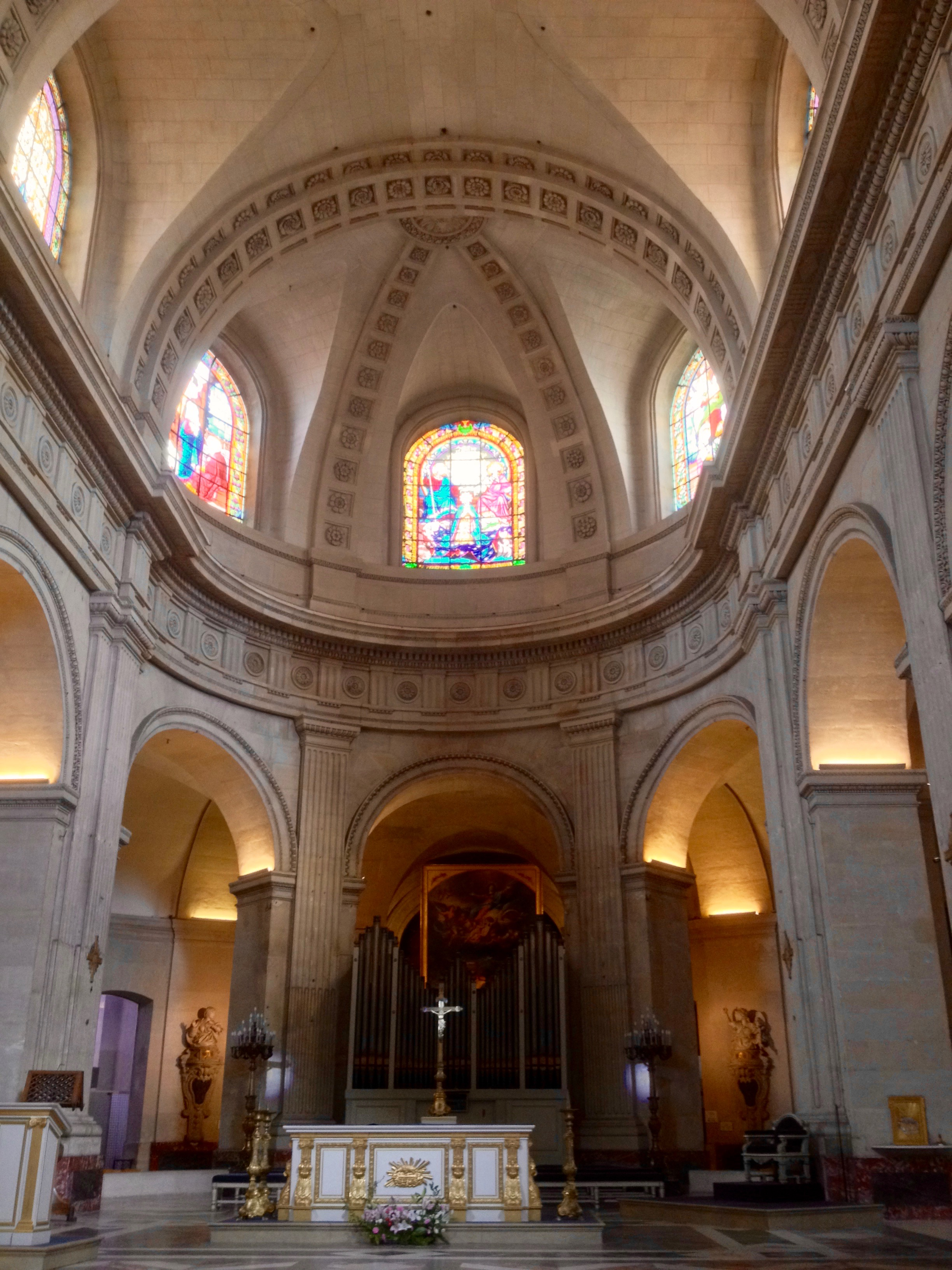
主祭壇のある中央部分
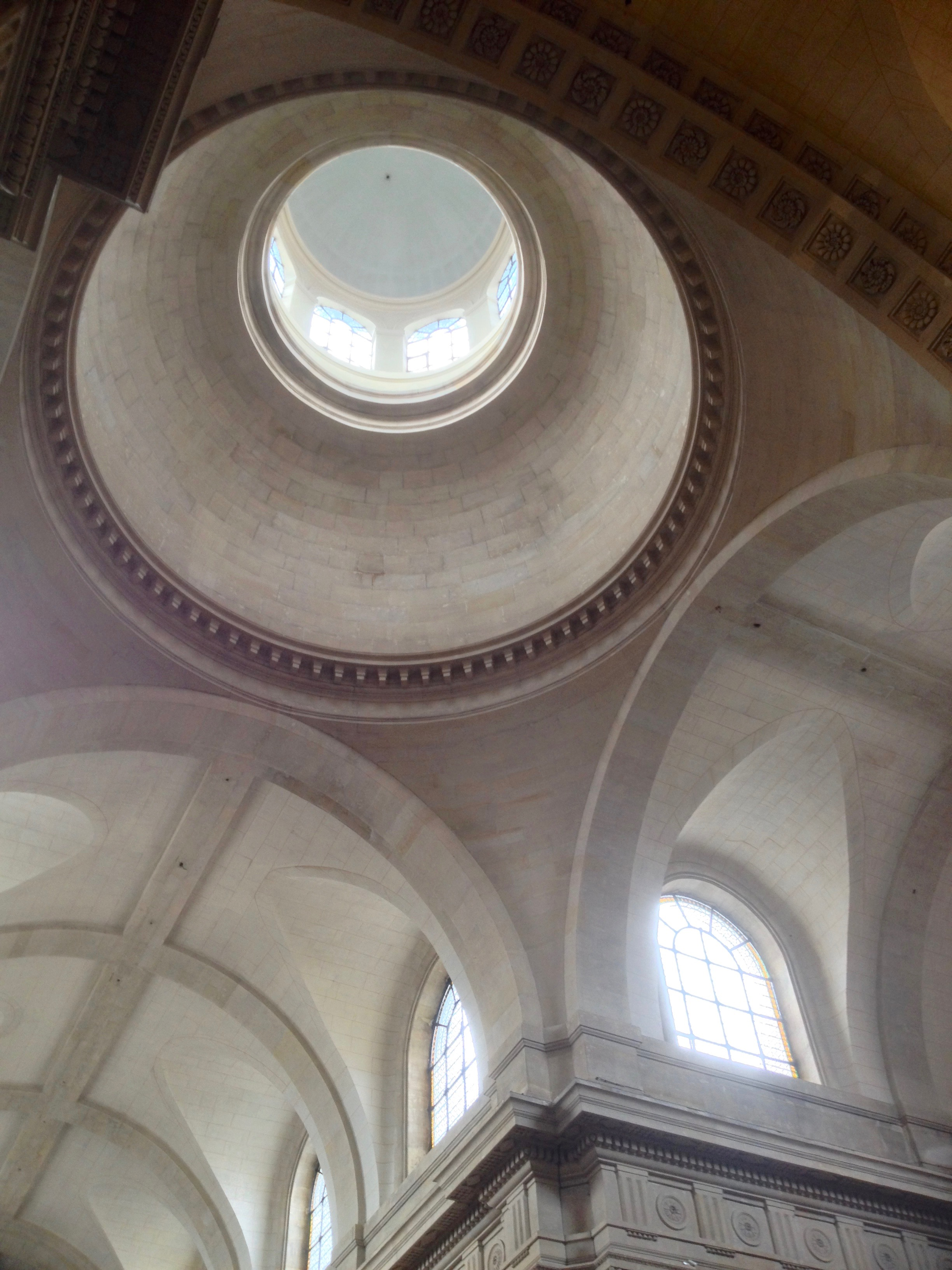
ドーム天井。写真向かって右奥へ西側の翼廊が張り出す
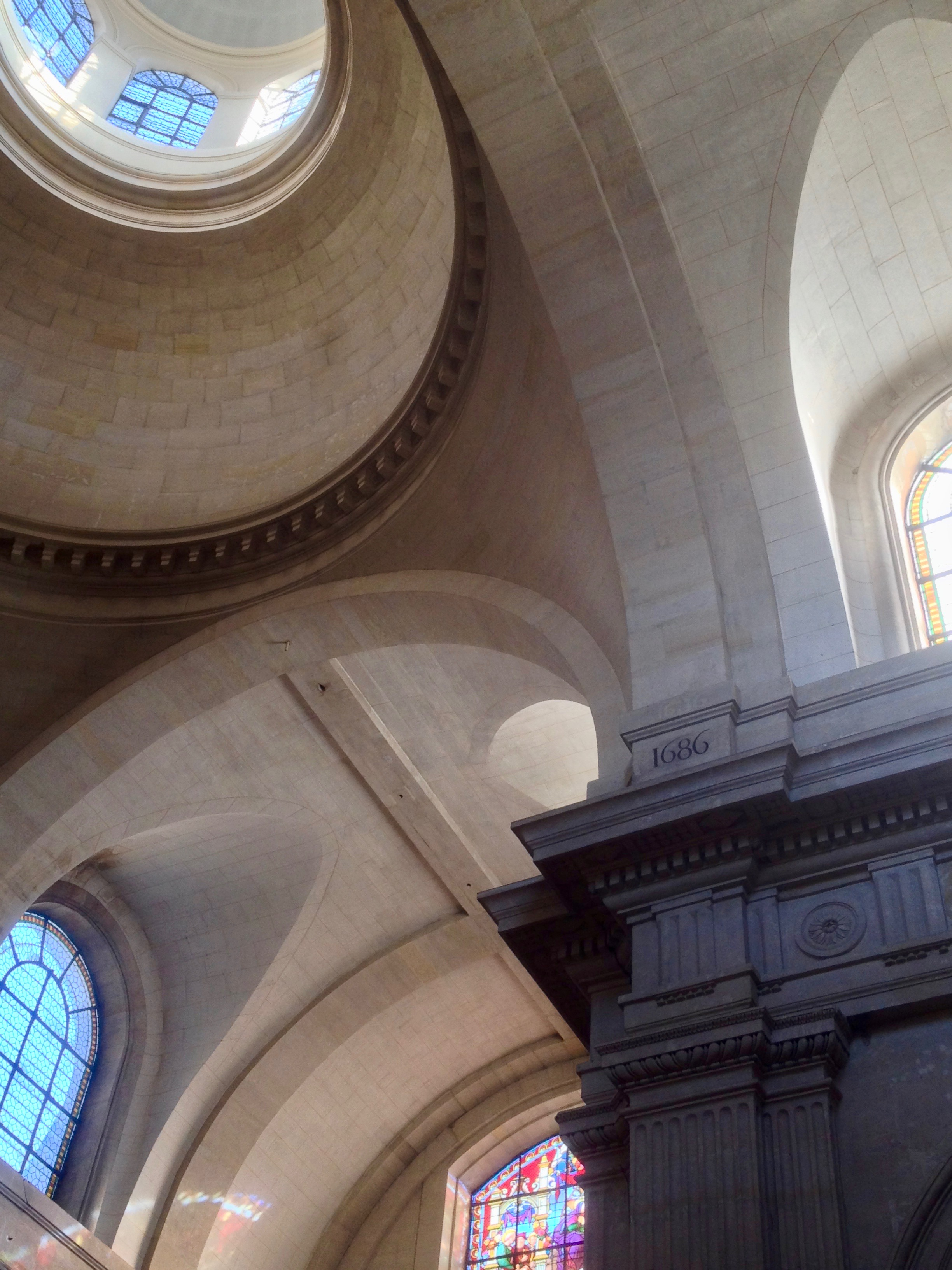
身廊と東の翼廊の角に1686と記されている
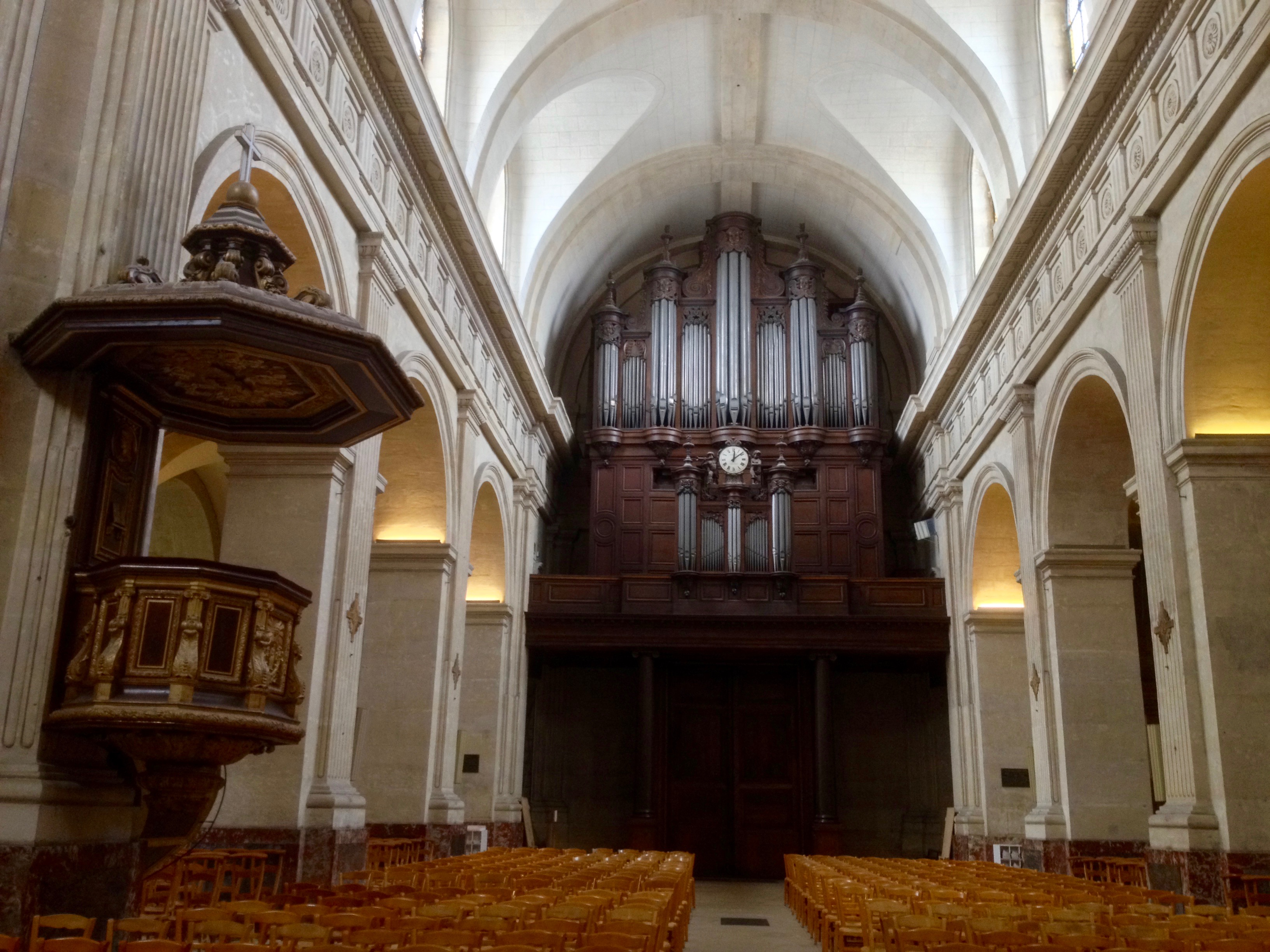
ヴェルサイユ・ノートルダム教会、祭壇側から見た、オルガンと説教壇
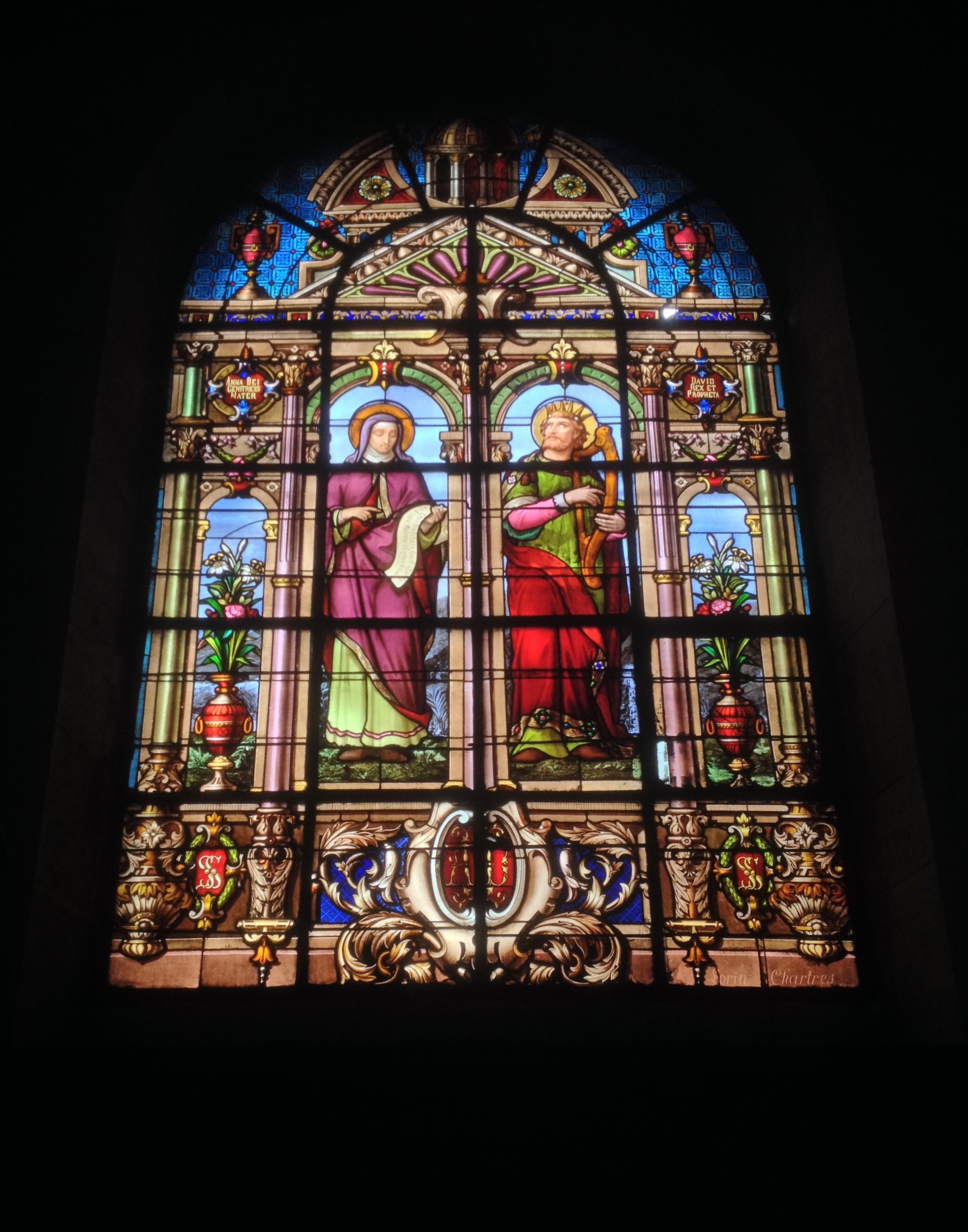
聖ジュリアン礼拝堂のステンドグラス
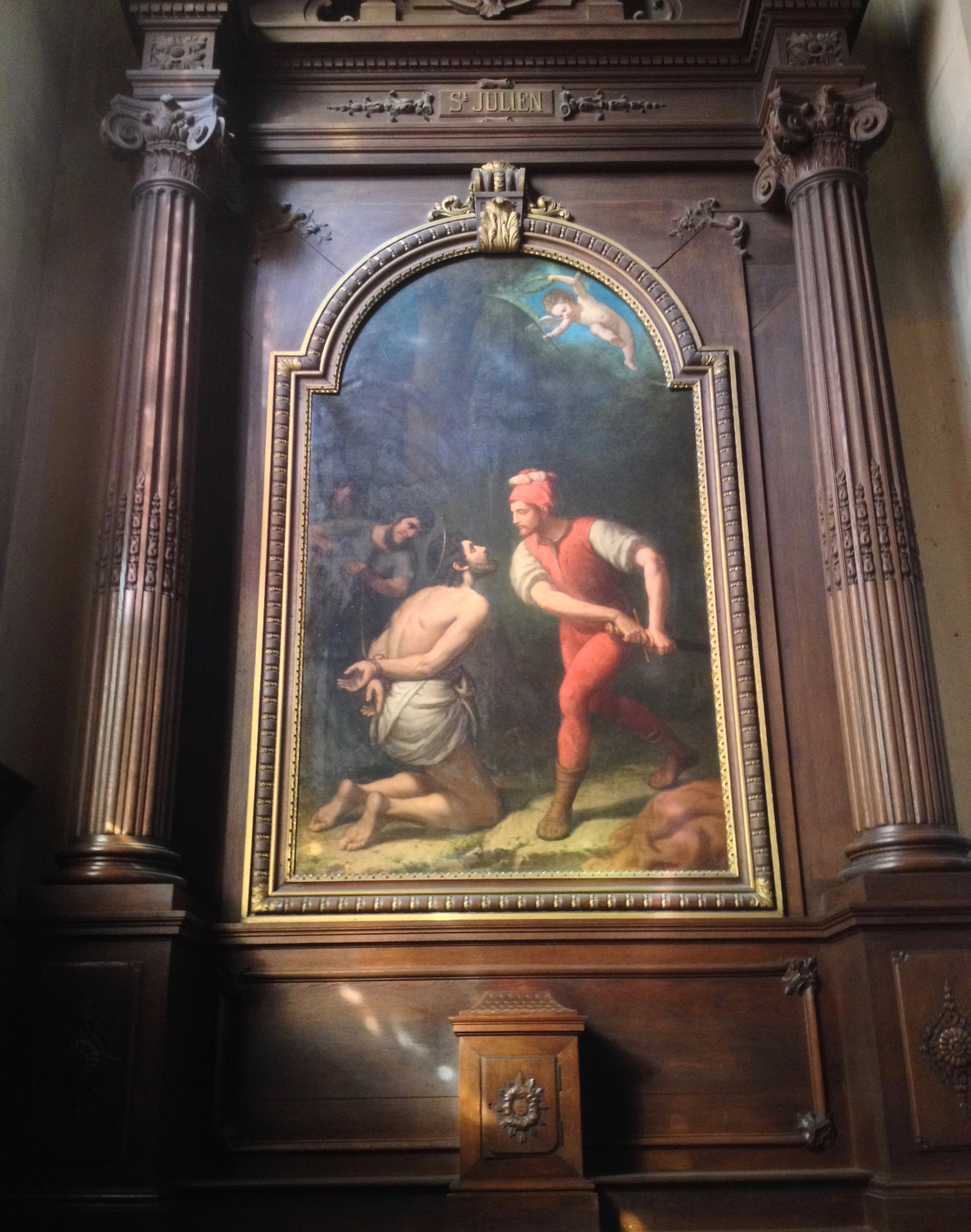
聖ジュリアン殉教の場面の絵画、ヴェルサイユ・ノートルダム教会の聖ジュリアン礼拝堂内
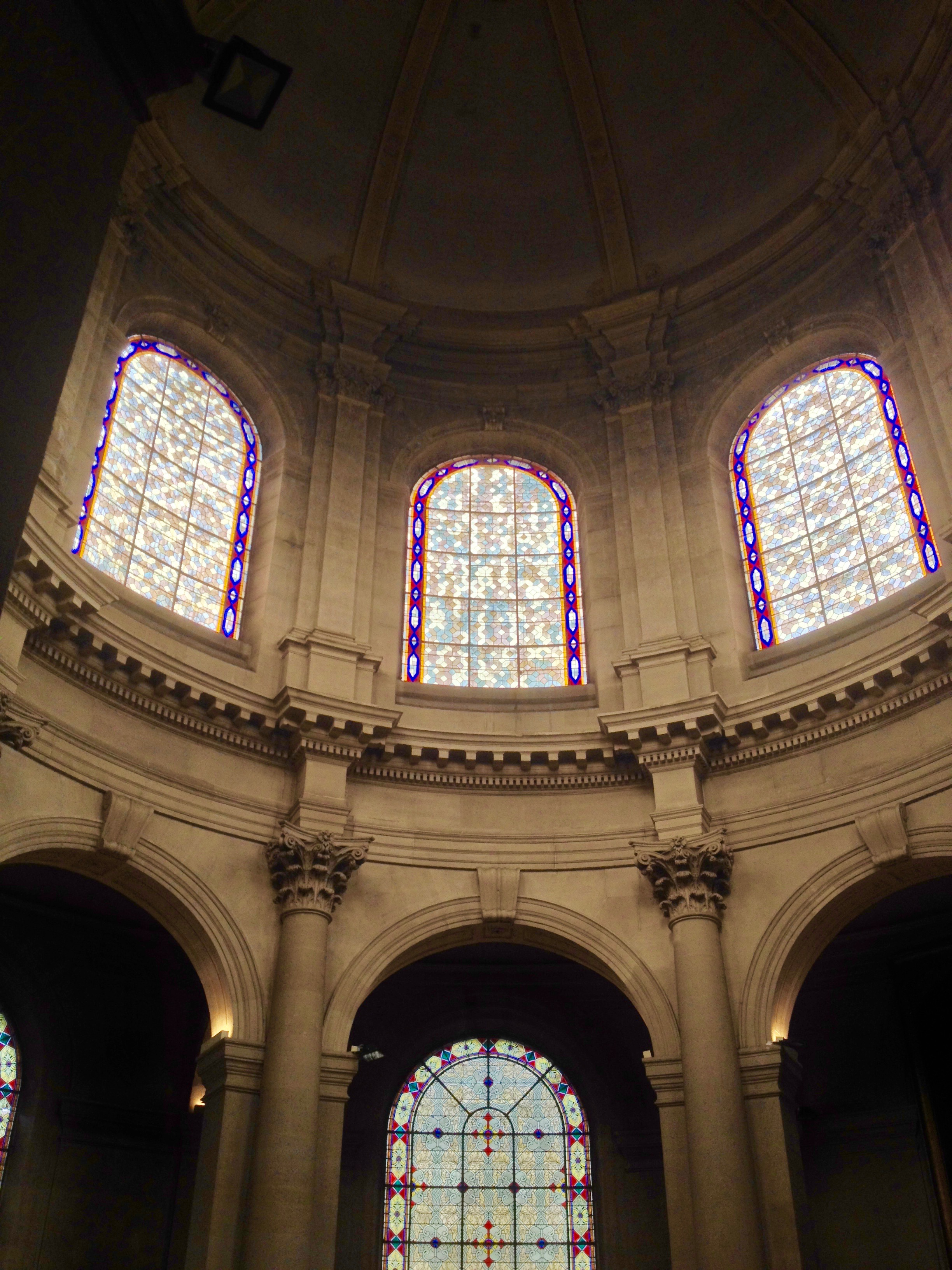
後陣の後ろの聖心礼拝堂
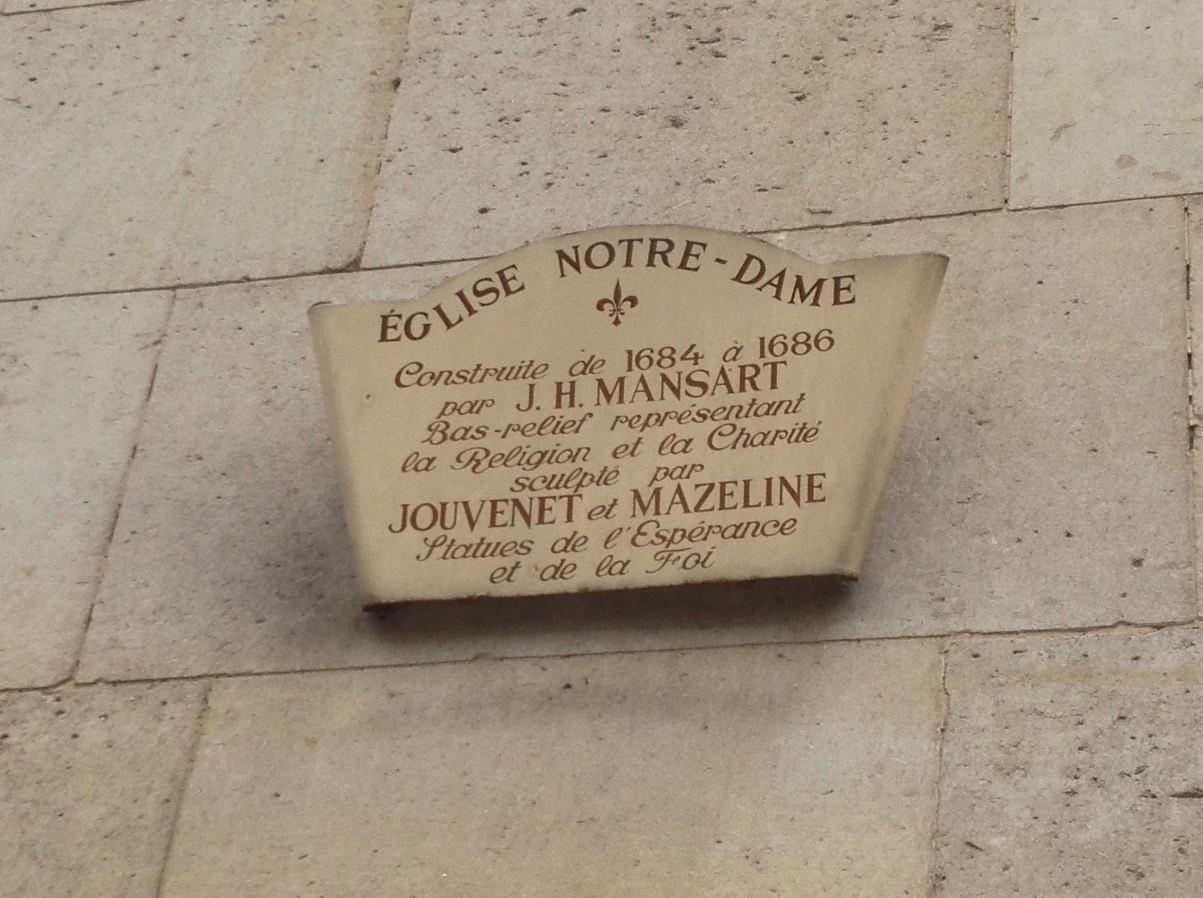
教会の壁の、建築家と彫刻家名を記したプレート
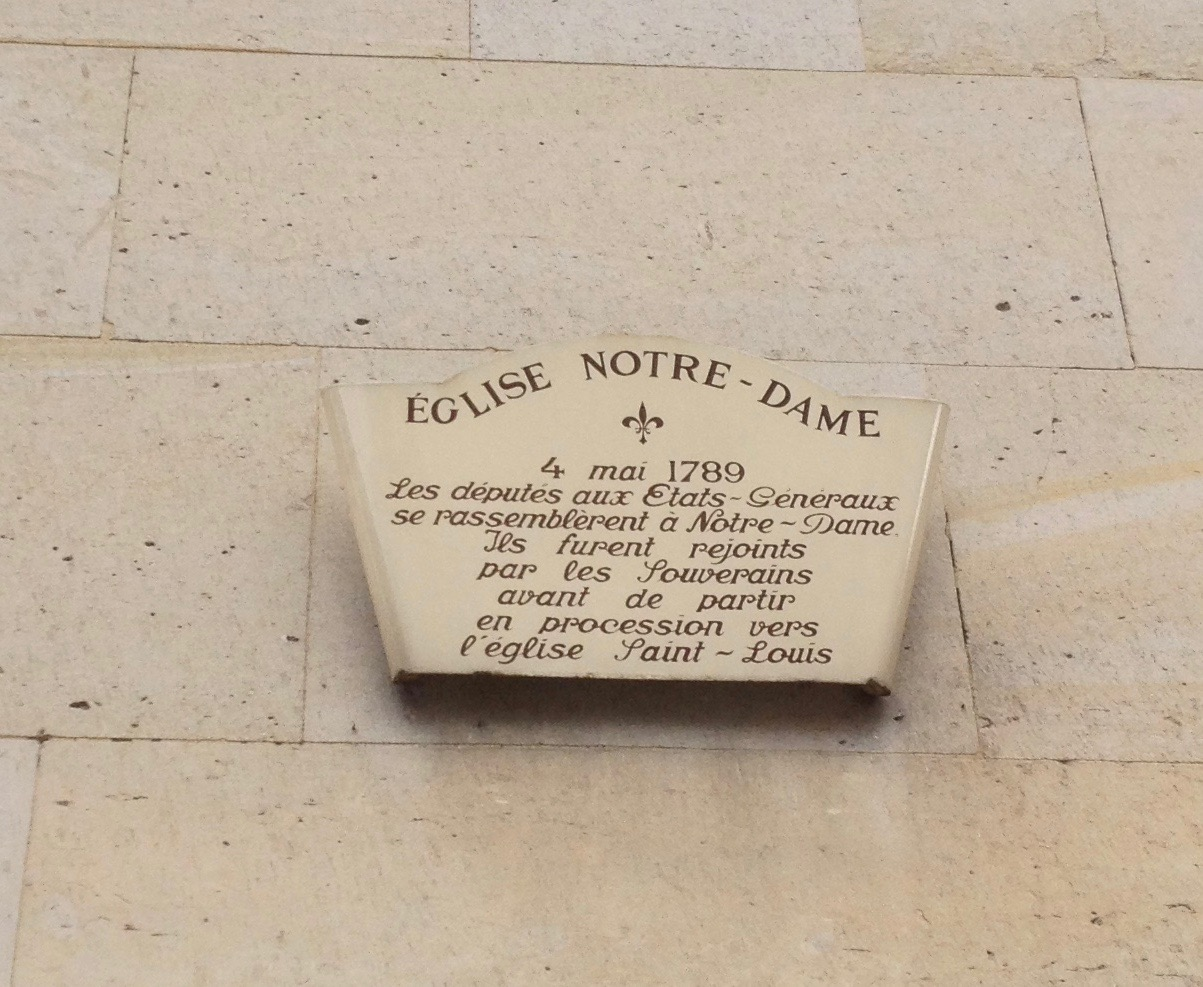
教会の壁の、三部会議員が集まった様子を説明するプレート
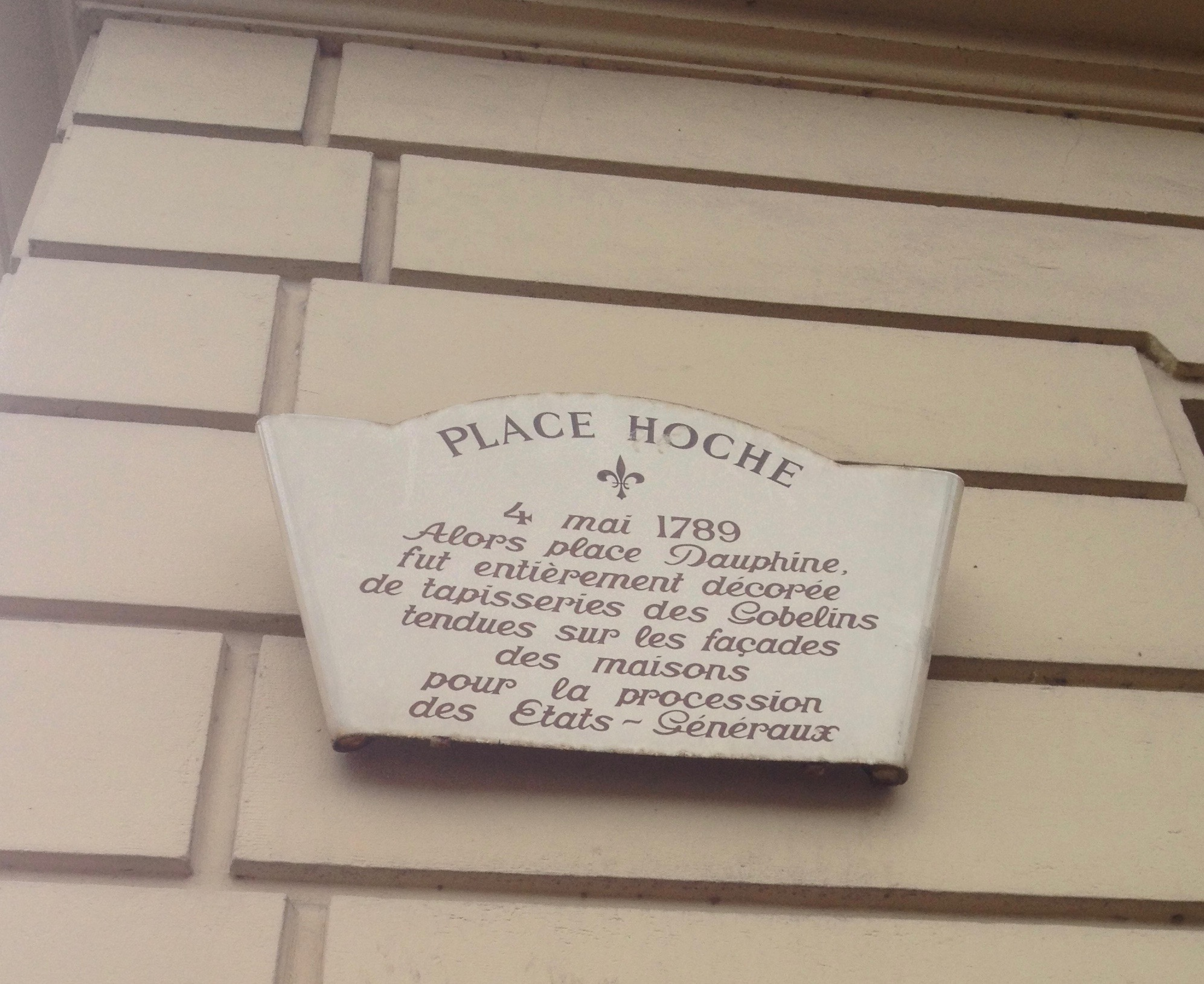
オッシュ広場にある、三部会議員の行進についてのプレート